# Ugandsko-tanzanská válka
Ugandsko-tanzanská válka byl ozbrojený konflikt mezi Ugandou a Tanzanií, který trval od října 1978 až do června 1979 a vedl ke svržení režimu Idi Amina. Síly Idi Amina zahrnovaly tisíce vojáků poslaných Libyí.

## Vývoj
V roce 1971 se v Ugandě dostal k moci pomocí vojenského převratu Idi Amin, který nahradil prezidenta Miltona Oboteho. Následné krvavé zvraty mezi přívrženci předchozí vlády způsobily, že mnoho přívrženců svrženého prezidenta bylo nuceno odejít do sousedních zemí. Nejlepší organizace opozičních skupin vznikala od počátku v Tanzanii, kde byly organizovány i ozbrojené formace, které se připravovaly na invazi do Ugandy s hlavním cílem odstranit Idiho Amina. V roce 1979 skončila válka kapitulací Ugandy ze Súdánu a Zairu.